# 南大橋 (広島市)

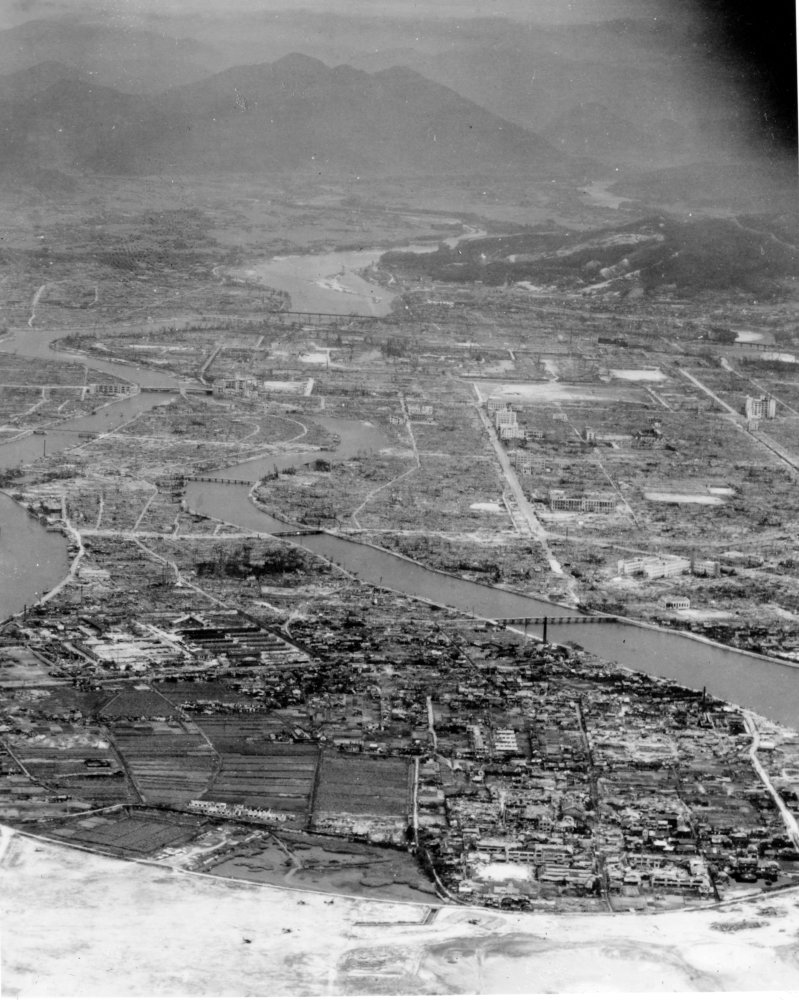
現在の中区吉島付近から北方向を望む。写真中央やや右を縦断する太い道が鯉城通り、その下の橋が南大橋。

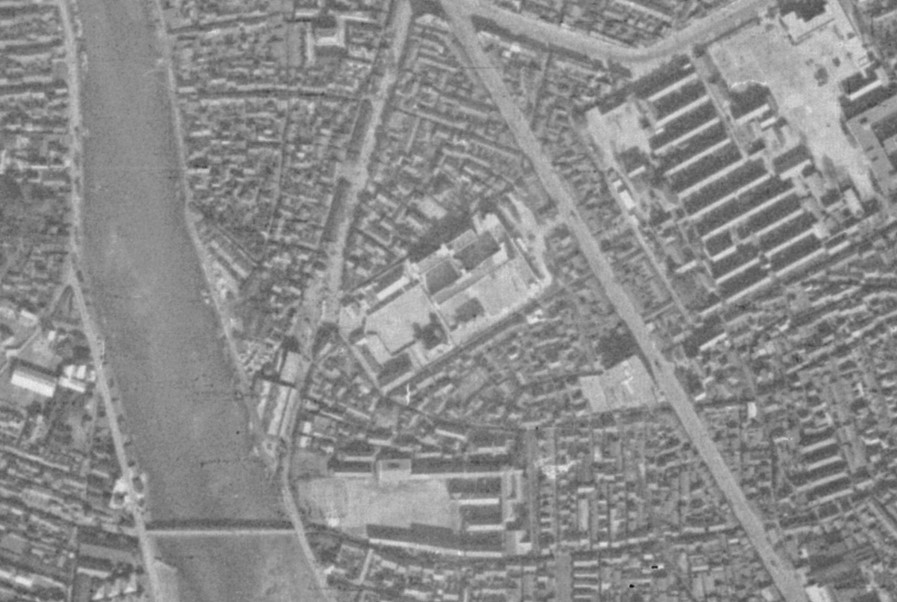
1939年の航空写真。左下に見える南大橋は現在とは架橋位置が異なっており、広島市道駅前吉島線も未通である。

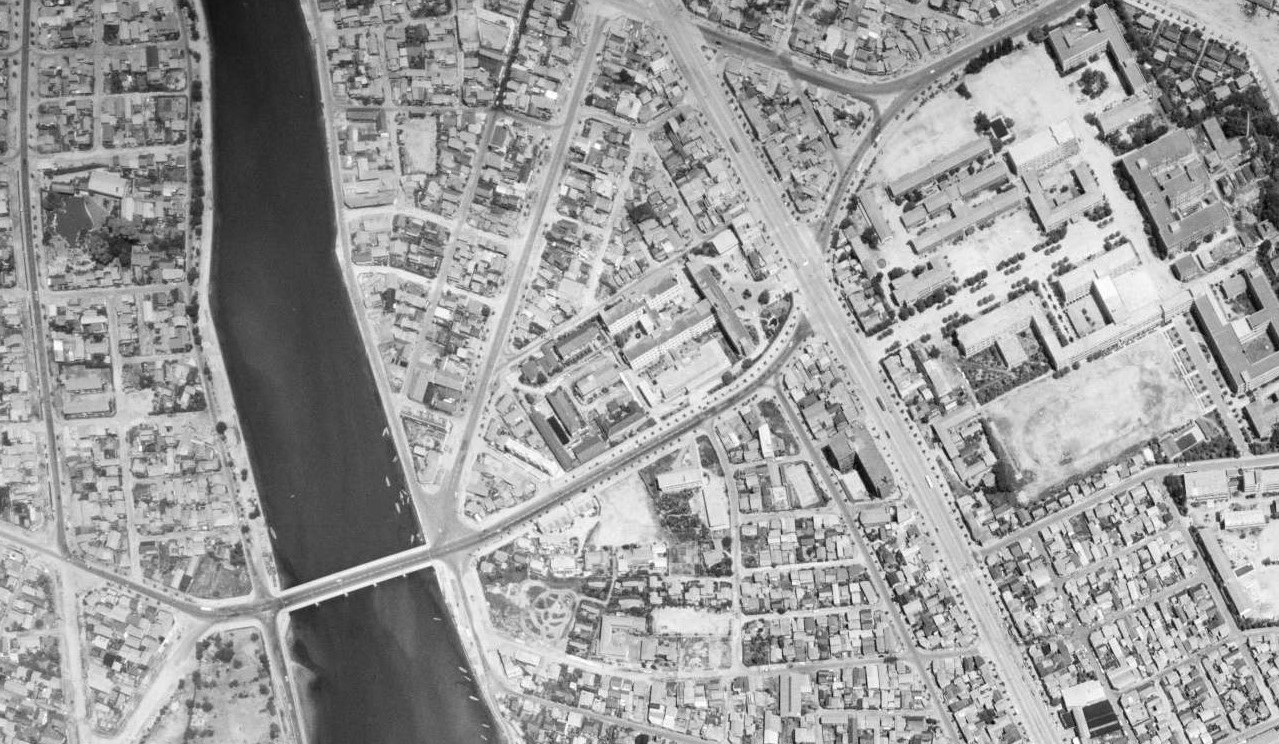
1962年の航空写真。市道駅前吉島線が敷設され、前年の架け直しにより位置は現状と同じになっている。

南大橋（みなみおおはし）は、広島県広島市の元安川に架かる道路橋。

## 概要
広島市道駅前吉島線筋の橋。戦前からある橋で、戦後に架け直されている。
左岸側に広島赤十字・原爆病院や千田保育園があり、最寄の駅として広電日赤病院前停留場がある。右岸側には広島刑務所や吉島公園がある。西詰（右岸）二股を右に曲がると広島市道吉島観音線筋となり、舟入橋 - 南観音橋と続く。
上流に明治橋、下流に広島市道霞庚午線筋の南千田橋がある。

## 歴史
1932年（昭和7年）、初代の木造橋が架けられ、以降、1992年になって南千田橋が架橋されるまで元安川で最下流に位置する橋であった。初代橋は現状のものより幅は狭く、架橋位置も現在とは異なり、東詰め（千田町側）が現橋よりもやや下流につけられていた。1940年（昭和15年）以降、広島湾岸の江波町沖・観音町沖とともに橋の西側の吉島町沖が埋め立てられ、陸軍の吉島飛行場が建設されたため、ここへの連絡通路として利用された。
1945年（昭和20年）8月6日、橋は原爆に被災した。爆心地から1.75㎞の位置にあった橋は、爆風により桁が3箇所破損して南側に大きく傾斜し、高欄はすべて破壊され両たもと側が焼けた。ただ人だけは渡ることが出来たため、避難者は西へと逃げて行ったが、吉島側の堤下には多数の死体が漂流していたとの証言もある。しかし同年9月の枕崎台風と同年10月の阿久根台風による水害により落橋した。その後まもなく木造により復旧している。
現在のRC造橋は1961年（昭和36年）4月に、市道駅前吉島線の開通にともなって新たに架橋されたものである。この際、橋の東詰めは初代橋のやや南側（かつての西塔川河口付近）に付け替えられ、現在に至っている。